# Francisco Eppens Helguera
Francisco Eppens Helguera (San Luis Potosí, 1º febbraio 1913 – Città del Messico, 6 settembre 1990) è stato un pittore e scultore messicano di origine svizzera.

## Biografia
È noto per esser stato il disegnatore dello stemma attualmente inserito nella bandiera del Messico a partire dal 1968.